# Солоний Яр
Солоний Яр —  село в Україні, у Дергачівській міській громаді Харківського району Харківської області. Населення становить 10 осіб. До 2020 орган місцевого самоврядування — Слатинська селищна рада.

## Географія
Село Солоний Яр знаходиться в балці Солоний Яр, на правому березі річки Лопань, біля Коробківського водосховища. Вище за течією примикає до селища міського типу Слатине, нижче за течією - село Безруки.
У селі річка Спорельтівка впадає у Лопань.

## Історія
12 червня 2020 року, розпорядженням Кабінету Міністрів України № 725-р «Про визначення адміністративних центрів та затвердження територій територіальних громад Харківської області», увійшло до складу Дергачівської міської громади.
19 липня 2020 року, в результаті адміністративно-територіальної реформи та ліквідації Дергачівського району, село увійшло до складу Харківського району.